# Kykotsmovi Village, Arizona
Kykotsmovi Village je naseljeno područje za statističke svrhe u američkoj saveznoj državi Arizona. Prema popisu stanovništva iz 2010. u njemu je živjelo 746 stanovnika.